# Phacochère
Phacochoerus · Sangliers des savanes
 (juin 2018).
Genre
Synonymes
- Aper Pallas, 1766[1]
- Dinochoerus Gloger, 1841[1]
- Eureodon G. Fischer von Waldheim, 1817[1]
- Macrocephalus Frisch, 1775[1]
- Macrocephalus Palmer, 1904[1]
- Phacellochaerus Hemprich & Ehrenberg, 1832[1]
- Phacellochoerus Hemprich & Ehrenberg, 1832[1]
- Phacochaeres Gray, 1821[1]
- Phacocherus Fleming, 1822[1]
- Phacochoerus G. Cuvier, 1816[1]
- Phascochaeres Cretzschmar, 1828[1]
- Phascochaerus Desmarest, 1822[1]
- Phascochoeres Ranzani, 1821[1]
- Phascochoerus Ranzani, 1821[1]

Le phacochère, ou sanglier des savanes, est un genre (Phacochoerus) de mammifères africains de la famille des Suidae.
Il comprend deux espèces, qui comptent elles-mêmes plusieurs sous-espèces : le Phacochère commun (Phacochoerus africanus) et le Phacochère de Somalie (Phacochoerus aethiopicus).

## Description

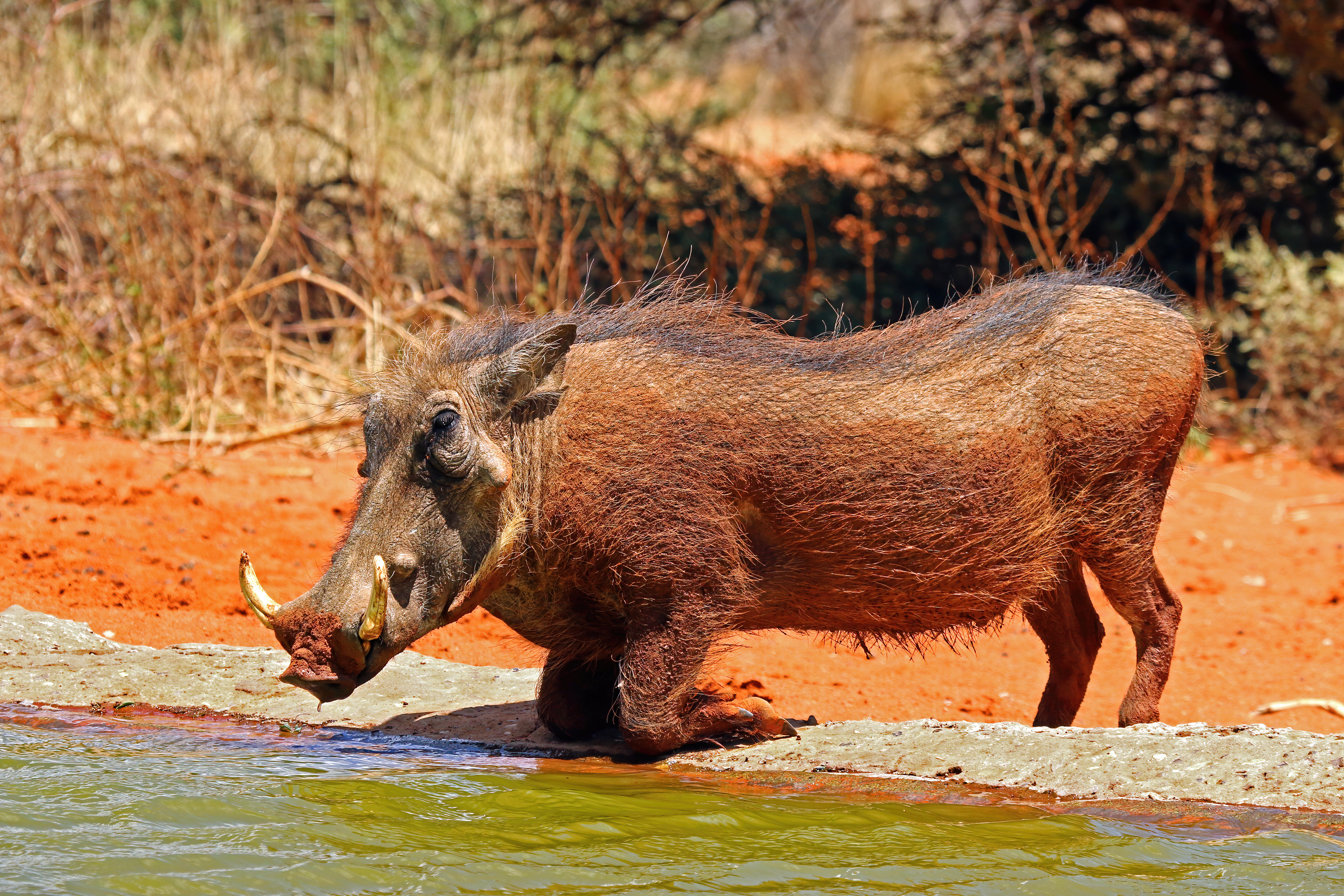
Phacochère mâle.

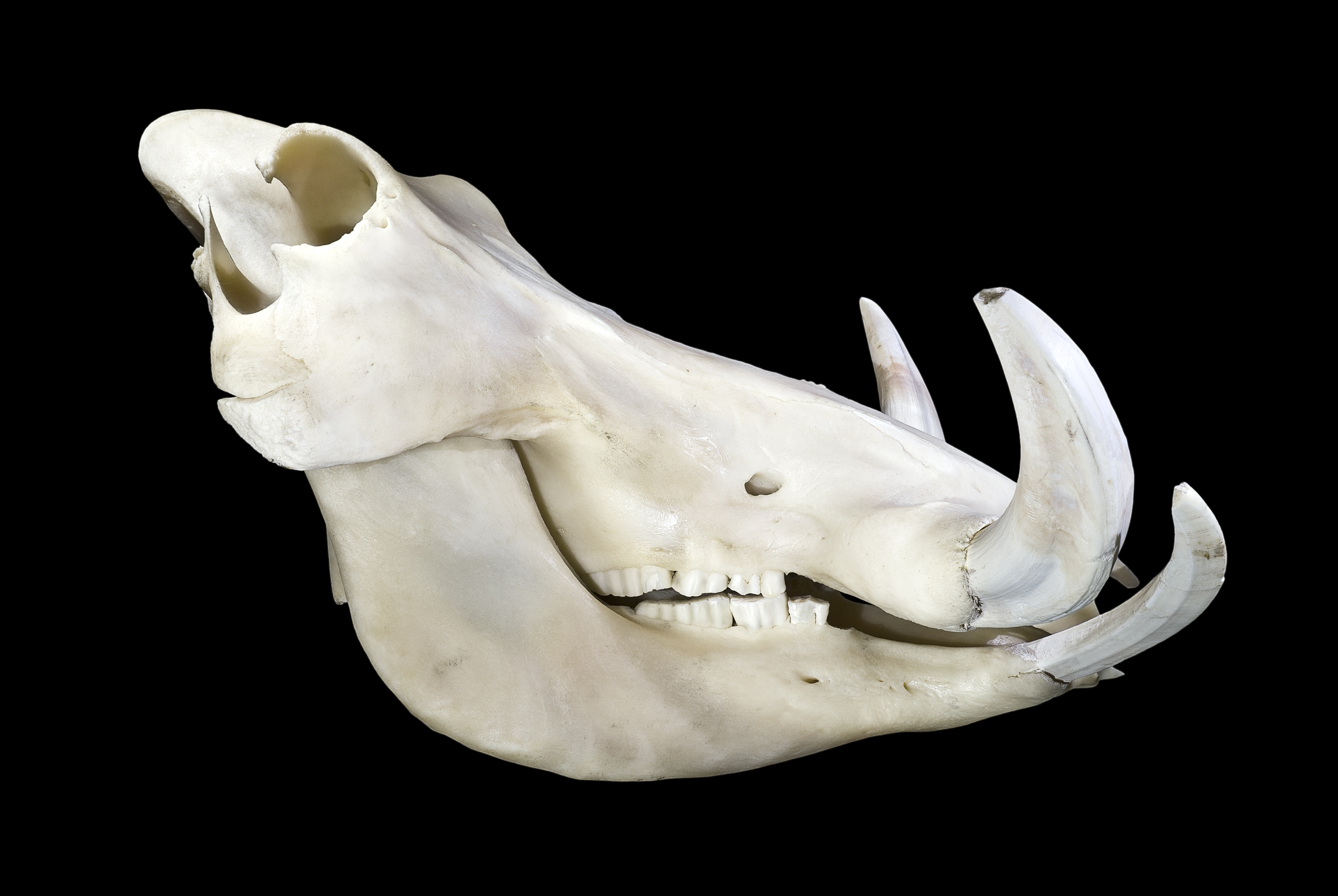
Crâne.

Ce porcin sauvage mesure 1,60 m de long et de 60 à 80 cm au garrot.
Le mâle pèse jusqu'à 100 kg et la femelle de 50 à 75 kg.
Il a une longue crinière sur le haut du dos et deux défenses dirigées vers le haut, atteignant 60 cm chez les vieux individus. Elles lui servent notamment à déterrer des racines ou des bulbes, et aussi à se défendre contre ses prédateurs ; lions, léopards, lycaons, hyènes, les jeunes sont la proie des guépards, aigles, pythons, chacals, caracals, mais les parents sont de redoutables défenseurs. Le phacochère peut tenir tête à un léopard ou même à une lionne, et il n'hésite pas à charger s'il se sent menacé.
Mâles et femelles ont des défenses. Ce sont des canines à croissance continue qui sont transformées en défenses, en faisant saillie hors de la bouche.
Les mâles ont, en plus, des excroissances calleuses sur les côtés de la tête utiles pendant les combats. Ces bosses sont en fait deux os spéciaux, reliés aux naseaux et recouverts de peau, qui donnent une grande résistance au groin de cet animal fouisseur.
Les phacochères peuvent courir très vite en cas de danger, ils peuvent faire des pointes à plus de 50 km/h pour échapper aux prédateurs.

### Différence entrePhacochoerus africanusetP.aethiopicus
La principale différence reconnue entre les deux espèces de phacochère se fait par la formule dentaire : Les Phacochoerus aethiopicus sont systématiquement dépourvus d'incisives supérieures, tandis que les Phacochoerus africanus possèdent 2 incisives à la mâchoire supérieure.

## Habitat
Le phacochère vit dans les savanes d'Afrique australe, de l'Ouest et de l'Est.

## Régime alimentaire
Le phacochère, essentiellement herbivore, se nourrit d'herbes, de baies, d'écorces, et de racines, mais peut également suivre un régime omnivore. Il peut ajouter notamment à son menu des petits animaux, des œufs ou des insectes.

## Comportement social

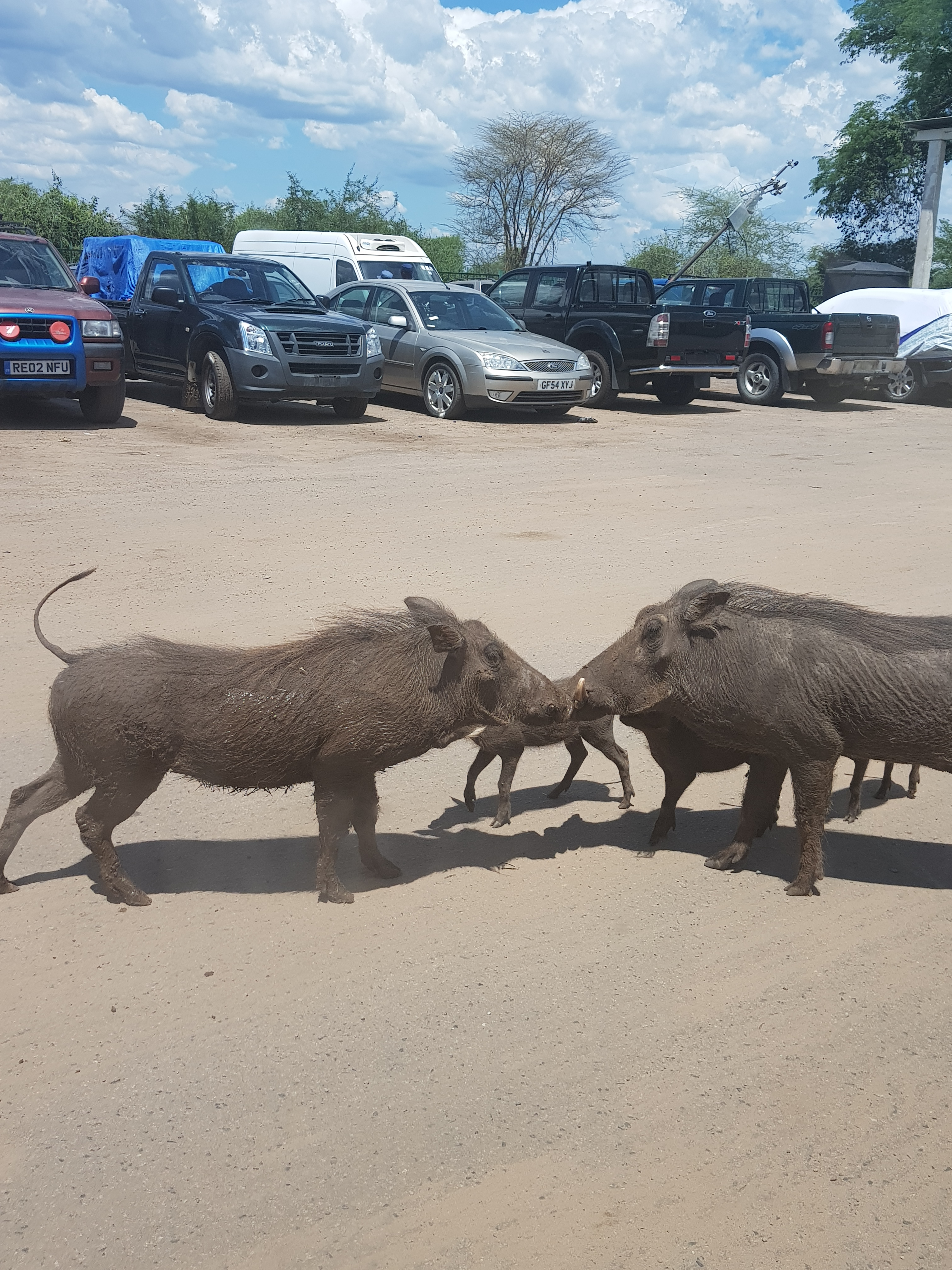
Phacochères sur un parking près de la frontière en Zambie.

Le phacochère mâle vit en solitaire en forêt ou dans la savane. La femelle vit avec ses petits. Bien que restant à l'état sauvage, il est facilement familier de la présence humaine mais peut s'avérer dangereux.

## Reproduction
La femelle phacochère, la laie, a une gestation de 175 jours. Elle met bas dans un terrier, généralement emprunté à un oryctérope. Deux à sept marcassins naissent sur une litière de végétaux apportés par la mère et n'en sortiront qu'au bout de 4 mois. L'entrée est obstruée à l'aide de branchages pour thermoréguler le terrier. La température du terrier est de 25 à 30 °C, avec un taux d'humidité atteignant 90 %. Les petits, à la naissance, sont recouverts d'un duvet fin et épars.
Un phacochère vit en moyenne 25 ans.

## Systématique
Le genre Phacochoerus signifiant « cochon » (choerus) « verruqueux » (phaco) a été décrit par le zoologiste français Frédéric Cuvier en 1826.

### Synonymie
- Aper Pallas, 1766 [5]

### Taxinomie
Selon Mammal Species of the World (version 3, 2005)  (5 octobre 2020), le genre compte deux espèces et plusieurs sous-espèces :
- Phacochoerus africanus, le Phacochère commun
  - sous-espèce Phacochoerus africanus aeliani
  - sous-espèce Phacochoerus africanus africanus
  - sous-espèce Phacochoerus africanus massaicus
  - sous-espèce Phacochoerus africanus sundevallii
- Phacochoerus aethiopicus, le Phacochère de Somalie
  - sous-espèce Phacochoerus aethiopicus aethiopicus, le Phacochère du Cap, considéré comme éteint depuis les années 1870
  - sous-espèce Phacochoerus aethiopicus delamerei

## Le Phacochère et l'Homme

### Espèce menacée

En vert, zone d'habitat du phacochère ; en rouge, zone de faible incursion.

C'est un animal qui est en régression constante, en raison de la chasse et du recul de ses habitats.
La peste porcine (véhiculée par une tique) a peu d'effet sur les phacochères, mais il est souvent tué de crainte qu'il ne la transmette aux porcs d'élevage. Les phacochères, hylochères et potamochères sont souvent poursuivis pour cette raison, ainsi que pour le fait qu'ils puissent être le réservoir du parasite sanguin responsable de la maladie du sommeil, le trypanosome.

## Phacochères célèbres
- Pumbaa, le compère de Timon dans Le Roi lion est un phacochère.
- Dans Kirikou et la Sorcière, Kirikou est poursuivi par un phacochère et réussit à le dompter, vers le milieu du film
- Baingué, le personnage principal d'un petit conte de René Maran : Les Derniers jours de Baingué, publié en 1947 dans le même tome que Mbala, l'éléphant aux éditions Arc-en-ciel.
- Bebop, un antagoniste récurrent desTortues Ninja, hybride humain/phacochère crée lors d'une expérience. Il fait partie du duo Bebop et Rocksteady avec son acolyte, un hybride humain/rhinocéros.

## Galerie

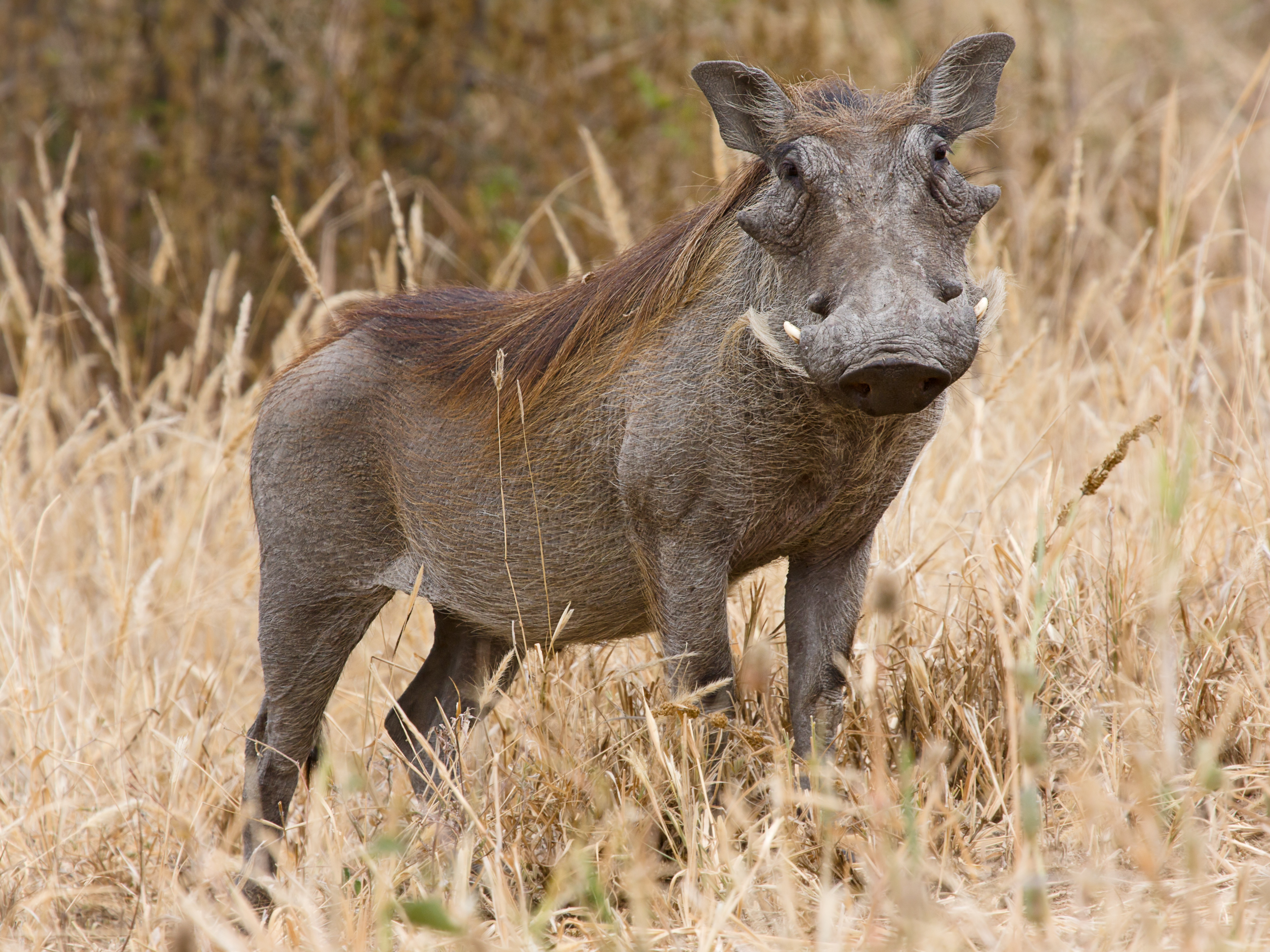
Phacochoerus africanus.
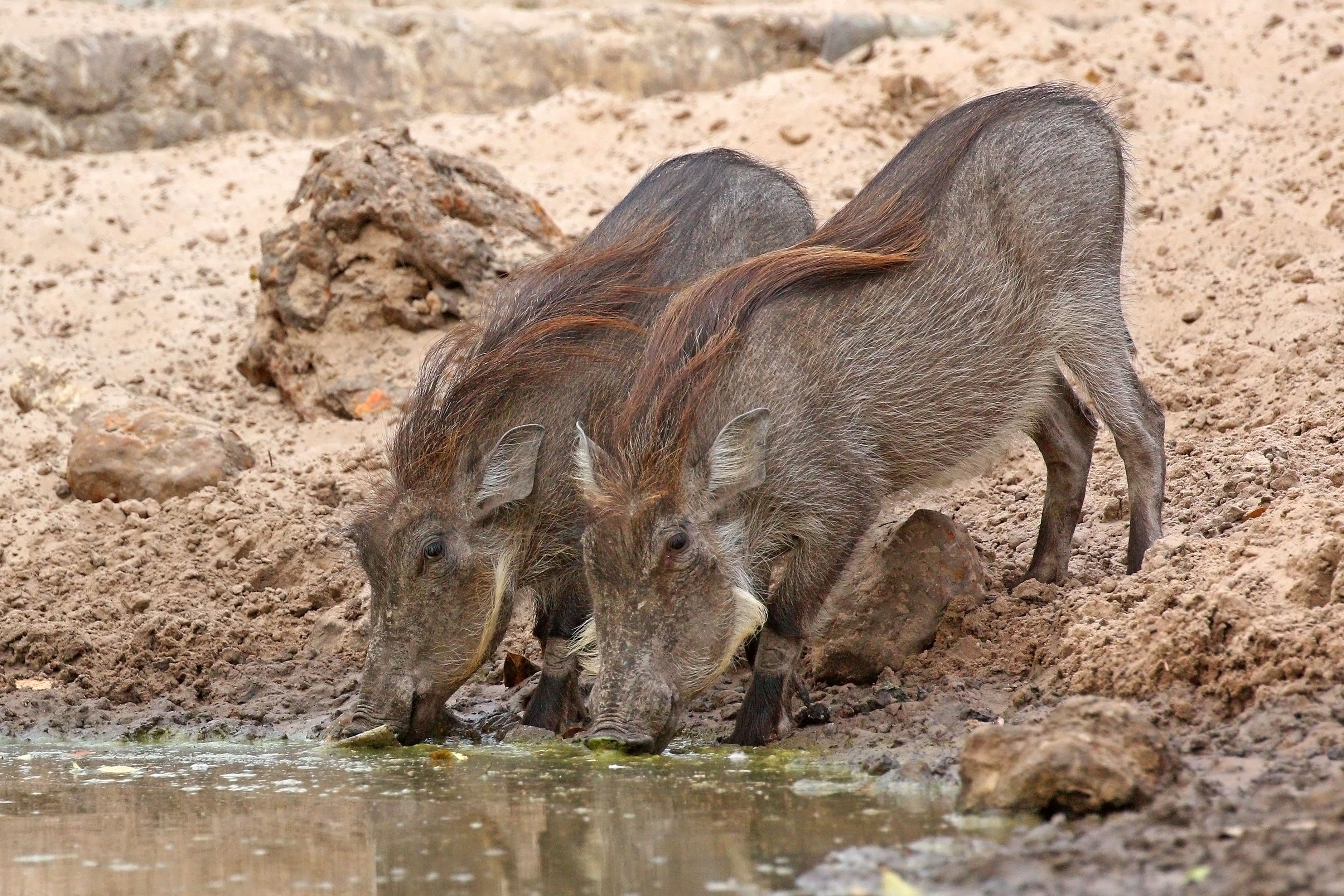
Juvéniles se désaltérant au Sénégal.
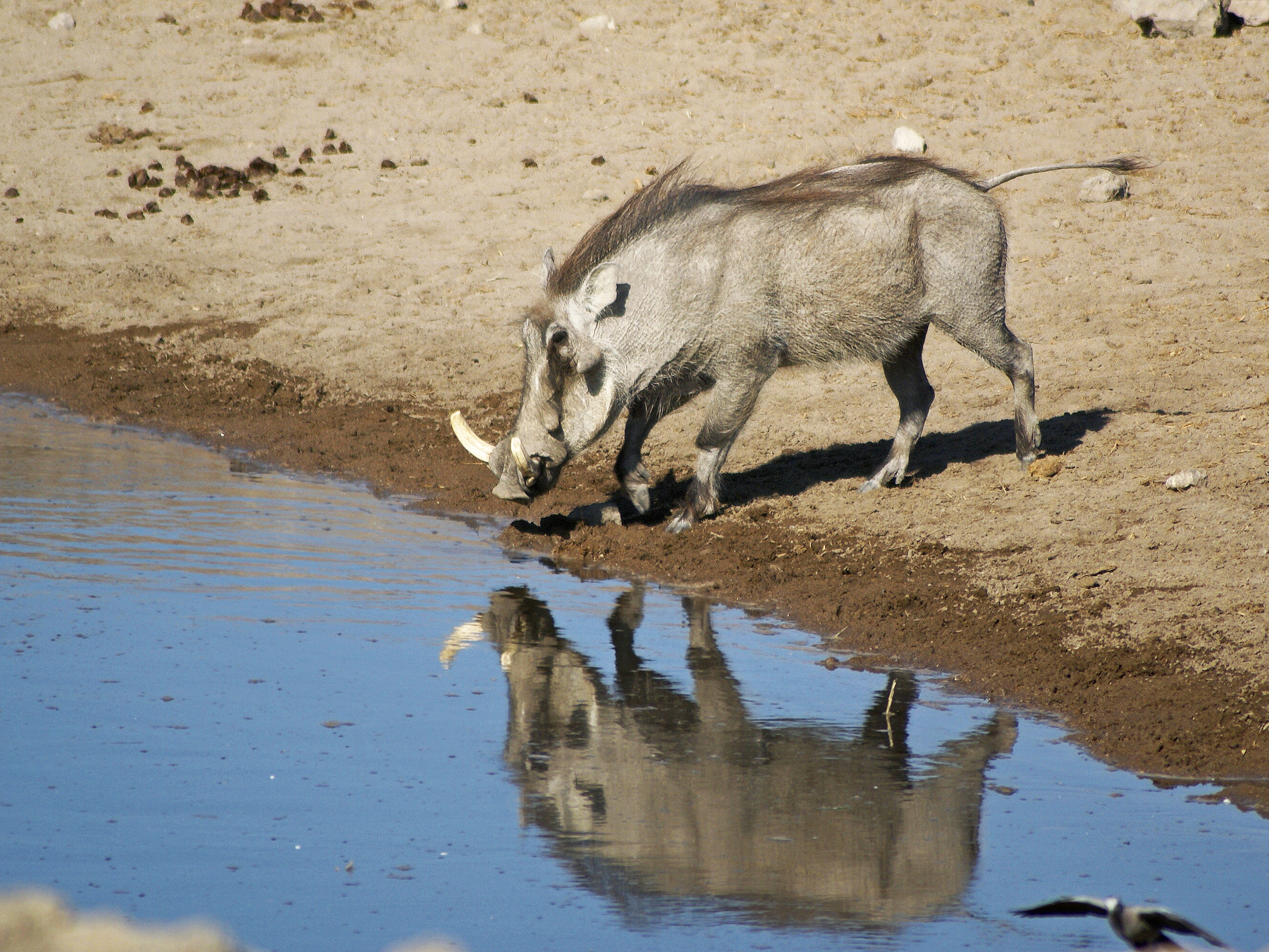
Namibie, Parc national d'Etosha.
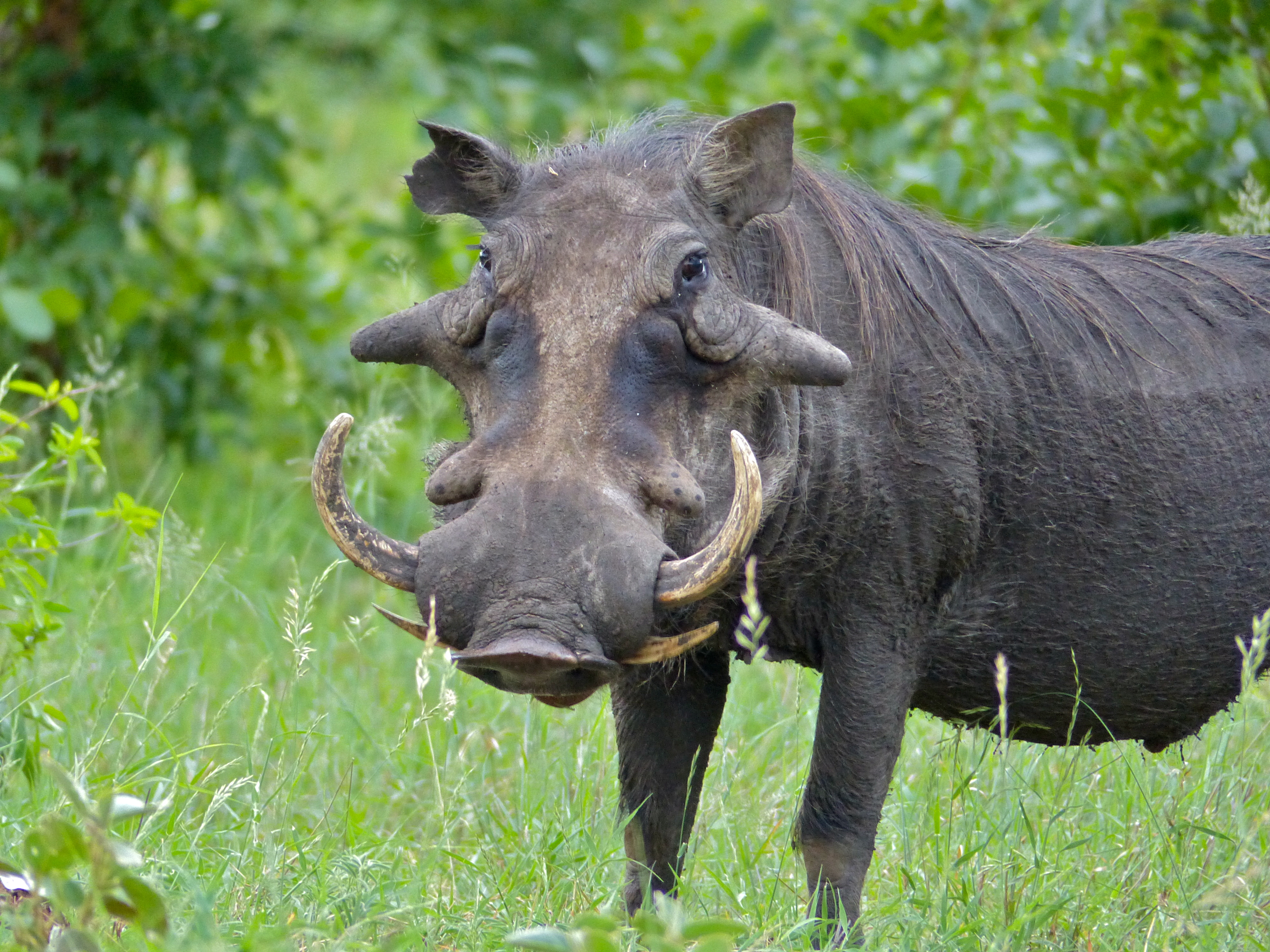
Parc national Kruger (Afrique du sud).
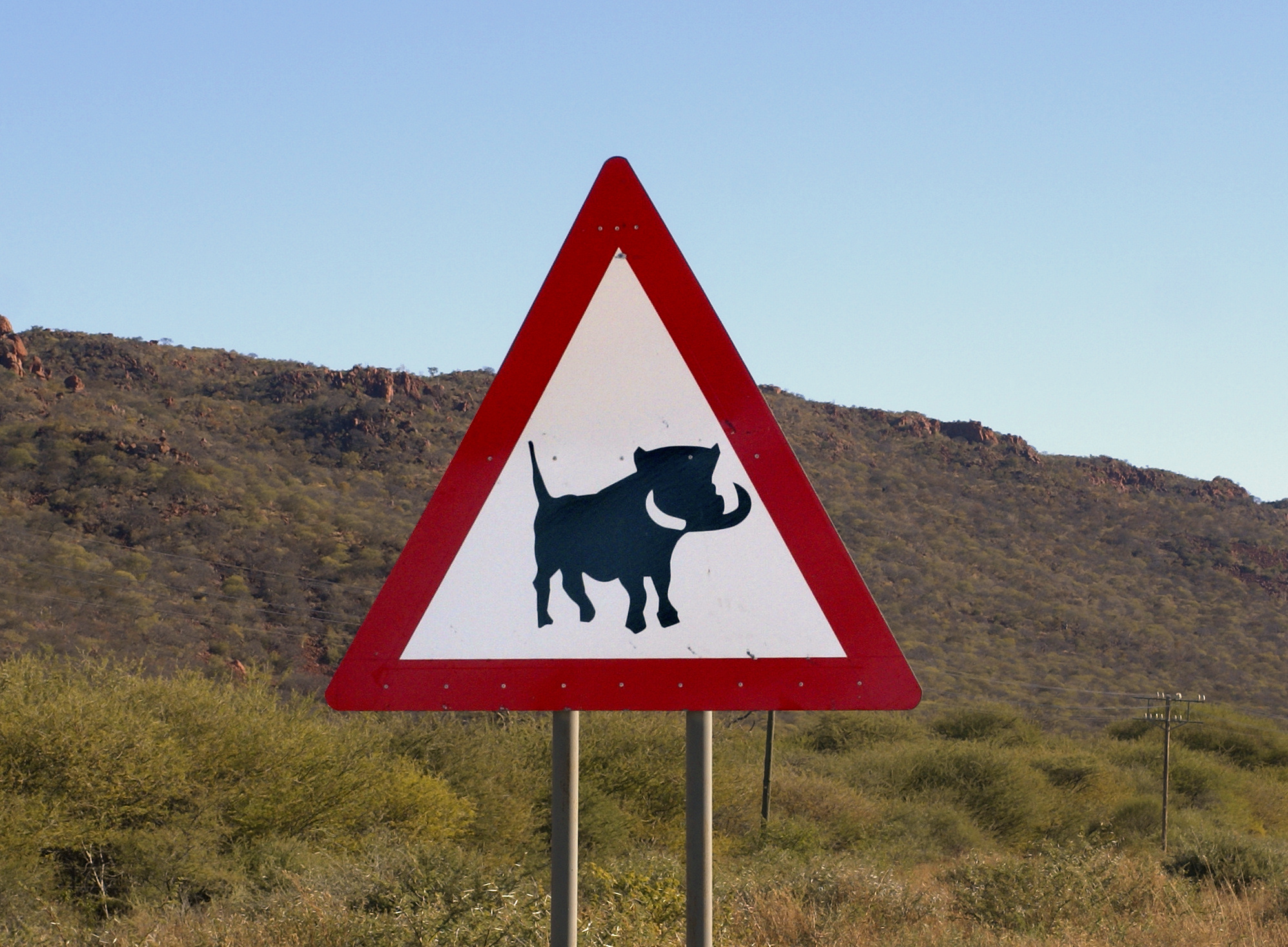
Panneau de signalisation routière signalant le passage de phacochères.
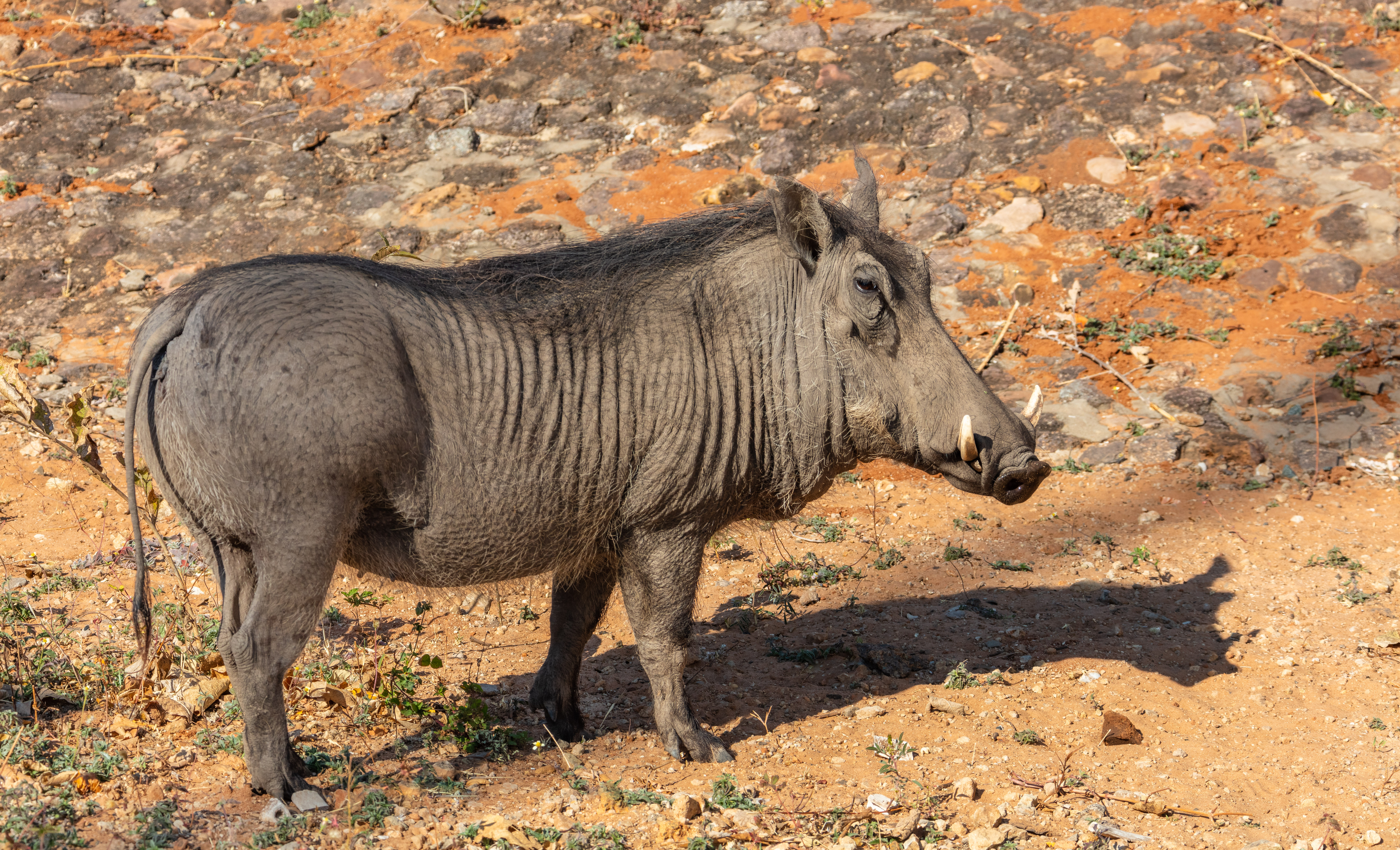
Un phacochère au Zimbabwe.